# Edmond Gilliard
Pour les articles homonymes, voir Gilliard.
 (mai 2024).
Edmond Gilliard, né à Fiez-sur-Grandson le 10 octobre 1875 et mort à Lausanne le 11 mars 1969, est un écrivain, enseignant et critique littéraire vaudois.

## Biographie
Né d'une famille de propriétaires paysans et vignerons, Edmond Gilliard garde toute sa vie, imprimé fortement en lui, le sentiment d'un enracinement profond en terre vaudoise. Sa mère, Marie Gilliard-Malherbe, qui a épousé un propriétaire terrien, revient par la suite s'installer à Lausanne, où elle ouvre une pension pour subvenir aux besoins de ses dix enfants. À l'âge de 50 ans, elle écrit une autobiographie publiée par le Groupe Ethno-Doc, précieux témoignage sur la condition féminine à son époque. Edmond Gilliard fait des études de lettres à l'Université de Lausanne et rencontre le poète Henri Warnery, au Collège cantonal de Lausanne. Il publie quelques poèmes et remporte à deux reprises le prix Follope, en 1897, et en 1898, où il l'emporte sur Charles-Ferdinand Ramuz. À 23 ans, il interrompt ses études pour passer une année en Allemagne en tant que précepteur du Grand-Duc héritier de Saxe-Weimar-Eisenach. Il est aussi le frère ainé de Pierre Gilliard, précepteur des enfants de l'empereur Nicolas II. De retour à Lausanne, il passe sa licence ès-Lettres.
Il décide ensuite de s'établir à Paris, où il séjourne jusqu'en 1904. De retour au pays, il commence une carrière d'enseignant, d'abord au collège puis au gymnase classique de la Cité. Il comptera parmi ses élèves Gustave Roud, Marcel Regamey et Daniel Simond notamment.
Critique artistique et littéraire à la Gazette de Lausanne et à la Bibliothèque universelle de 1911 à 1913. En 1914, il fonde avec Paul Budry et Ramuz, dont il se distance rapidement, les Cahiers vaudois. Il est également à l'origine des éditions du Verseau (1925), des éditions des Lettres de Lausanne (1928), des éditions des Trois Collines (1935) et des revues Présence, Suisse romande, Traits, Carreau et encore Carrérouge.
Les Cahiers vaudois lui permettent de renforcer son action pour le renouveau des lettres romandes, d'inciter à l'esprit critique et à la rigueur de style. Gilliard est en effet l'un des premiers à revendiquer l'autonomie d'une littérature authentiquement vaudoise (Du pouvoir des Vaudois, 1926). Pendant la Seconde Guerre mondiale, il fonde la revue Traits et y écrit bon nombre d'articles engagés, vitupérant contre la dictature et le fascisme. Poursuivant inlassablement son travail d'animateur, il crée en 1944, l'Association des écrivains vaudois à laquelle il consacre une grande partie de son énergie et de son temps.
Son œuvre se présente sous des formes très diverses : essais d'ésotérisme et de philosophie (La croix qui tourne, 1929, La dramatique du Moi, 1936-1940), poésie, pamphlet (L'école contre la vie, 1942), journal, manifeste pédagogique, critique littéraire. À travers la diversité de ses écrits, Gilliard poursuit une même entreprise : la quête de l'identité, l'interrogation métaphysique, l'engagement, au nom de l'amour et de l'exigence de liberté - contre tout ordre arbitraire, contre toute morale desséchée, contre tout savoir académique.
Edmond Gilliard reçoit le Prix d'honneur de la Fondation Schiller pour l'ensemble de son œuvre (1954) ainsi que le Prix de la Ville de Lausanne (1964). En 1926, son essai Rousseau et Vinet Individus sociaux obtient le Prix Rambert.

## Œuvres
- Rousseau et Vinet Individus sociaux (1925)
- Alchimie Verbale (1926)
- Du Pouvoir des Vaudois (1926)
- La Passion de la Mère et du Fils (1928)
- À Henri Roorda (1929)
- La Croix qui tourne (1929)
- Dramatique du Moi (1936-1940)
- L'École contre la Vie (1942)
- Reconnaissance filiale (1944)
- Journal 1930/45 (1945)
- Métier d’une Vie (1947)
- De Rousseau à Jean-Jacques (1950)
- Journal 1945/52 (1952)
- Outre-Journal (1953)
- Reconnaissance de S.U. Zanne (1955)
- Hymne terrestre, suivi du Dialecte de l'Architecte et de la Revenance de l'Outre (1958)
- Carnet de la Huitaine (1960)
- Tout-y-va « Notes et Souvenirs » (1963)
- La Chasse de Pan (1965)

## Sources
- Fonds : Edmond Gilliard (1940 - 1975) [0,02 mètre linéaire].  Cote : CH-000053-1 P Gilliard (Edmond). Archives cantonales vaudoises (présentation en ligne).
- Fonds : Edmond Gilliard (1947 - 1999) [0,22 mètre linéaire].  Cote : CH-000053-1 PP 932. Archives cantonales vaudoises (présentation en ligne).
- Fonds d'archives : Gilliard, Edmond. Cote : P043. Centre des littératures en Suisse romande-UNIL (inventaire en ligne) sur Phœbus.